# 小田裕也
小田 裕也（おだ ゆうや、1989年11月4日 - ）は、熊本県八代市出身の元プロ野球選手（外野手）、コーチ。右投左打。オリックス・バファローズ所属。

## 経歴

### プロ入り前
地元の小中学校を卒業後、九州学院高校、 東洋大学と進んだ。大学4年生の時に東都大学野球リーグで春季に外野手のベストナイン、秋季には2季連続のベストナインと首位打者（打率.360）を獲得した。また、6月に行われた第60回全日本大学野球選手権記念大会の決勝戦・慶應義塾戦で福谷浩司からサヨナラ2点本塁打を放った。大学では同級生のチームメイトで鈴木大地、藤岡貴裕がいた。リーグ通算59試合118打数32安打11打点1盗塁、打率.271。

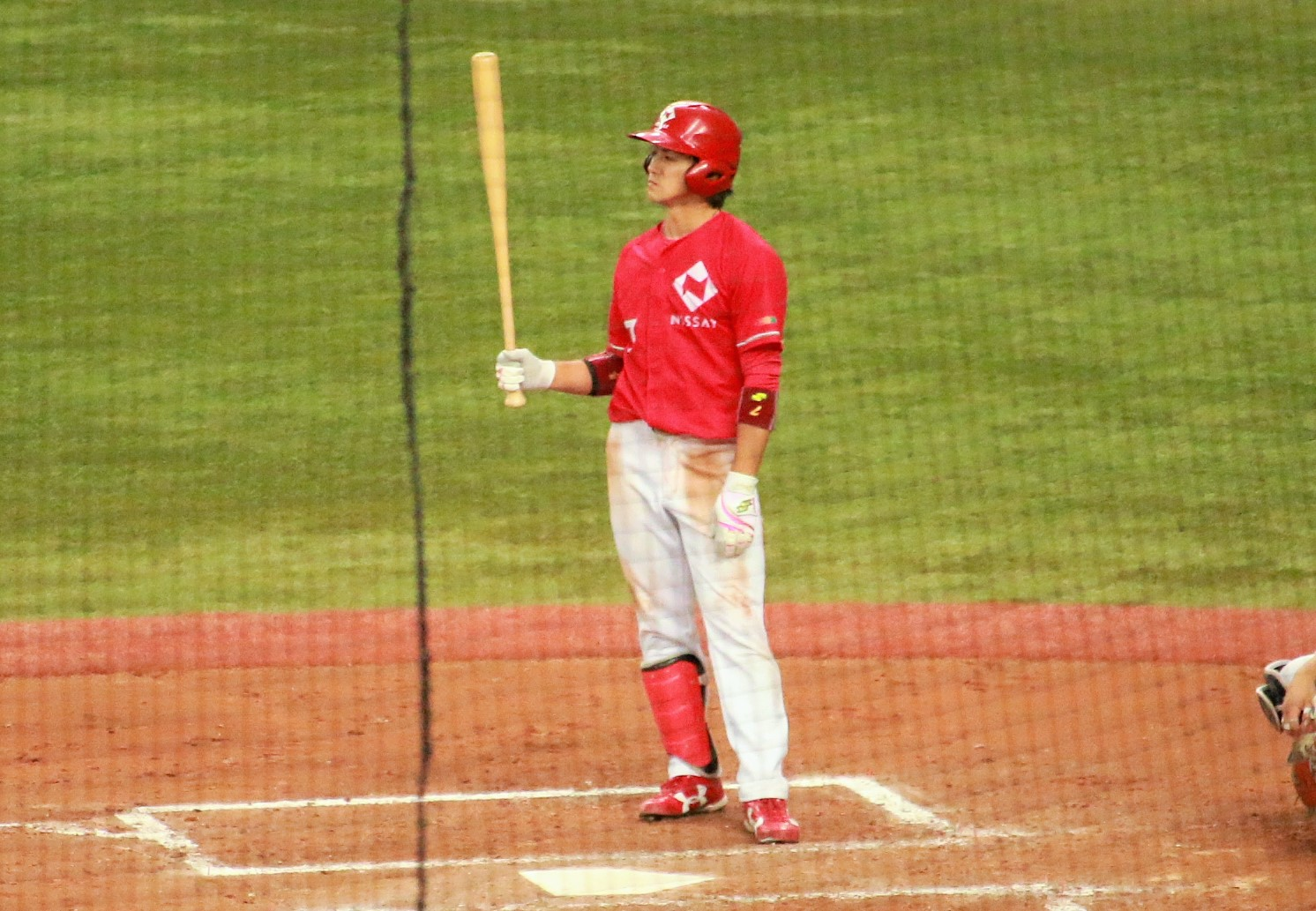
日本生命時代（2014年11月10日）

日本生命では1年目から公式戦に出場。第83回都市対抗野球大会では中堅手として2試合に出場し、計3打数無安打で、第38回社会人野球日本選手権大会では3試合に出場し、計10打数6安打1本塁打4打点の成績で、大会優秀選手に選ばれた。この大会の1回戦・JR四国戦で社会人初本塁打を放っている。2年目の第84回都市対抗野球大会の1回戦では「1番・中堅手」で先発出場し、4打数無安打で、第39回社会人野球日本選手権大会では2試合に「1番・中堅手」として出場するも、計7打数無安打だった。3年目、第85回都市対抗野球大会の1回戦では「1番・中堅手」で先発出場し、4打数1安打だった。日本生命では同級生のチームメイトに小林誠司、井上晴哉、吉原正平がいた。
2014年10月23日に行われたプロ野球ドラフト会議でオリックス・バファローズに8位指名を受け、契約金2500万円、年俸1000万円（金額は推定）で合意し、入団した。背番号は50。
11月に行われた第40回社会人野球日本選手権大会では4試合に「9番・中堅手」として先発出場し、計14打数5安打1打点だった。

### オリックス時代
2015年、春季キャンプでA組（一軍）入り。キャンプ初の対外試合の韓国・KT戦に「9番・左翼手」で先発出場し、3安打3得点2盗塁を記録した。開幕は一軍で迎えたが、出場がないまま3月30日に登録を抹消された。8月5日に出場選手登録され、同日の対千葉ロッテマリーンズ戦において「2番・右翼手」でプロ初出場・初先発出場し、プロ初打席は投手への犠打だった。3回表の第2打席で初安打（右前安打）を放ち、7日の対埼玉西武ライオンズ戦の2回裏には初盗塁（二盗）を記録した。11日の対福岡ソフトバンクホークス戦では3安打を放って初猛打賞を記録すると、翌12日の対ソフトバンク戦では3回表の第2打席で初本塁打を放った。
2016年、4月13日の対北海道日本ハムファイターズ戦において同点の10回裏・二死三塁の場面でプロ初のサヨナラ打を放った。7月28日の対ロッテ戦ではサヨナラ犠飛を放ちシーズン2打点目を記録した。この時点でシーズンに記録した安打は前述のサヨナラ打のみであり、打点は2つともサヨナラ勝ちをもたらしたものであった。この年、前年を上回る78試合に出場したが、代走や守備固めでの出場がほとんどで、打席数、安打数、打点、打率など打撃面の成績は前年を下回った。
2017年は、代走や守備固めで43試合に出場するも、打撃成績は17打数1安打に終わり伸び悩んだ。
2018年は、オープン戦で満塁本塁打を放つなど結果を残し開幕一軍を手にすると、交流戦以降は先発での出場が増えた。守備中に左手首を骨折して一度は離脱するも、最終的に90試合に出場し打率.287、2本塁打、15打点、10盗塁とキャリアハイの成績を記録し、倍増となる2300万円（推定）で契約を更改した。
2019年は開幕戦で先発出場を果たしたが、4月に左ハムストリングス筋損傷の影響で早々に離脱。5月22日のロッテ戦では益田直也からサヨナラ打を打った。目標にしていた100試合出場、20盗塁は達成できなかったが、82試合に出場し打率.206、3本塁打、21打点、9盗塁の成績を残した。
2020年は前年より多い87試合に出場したが、代走や守備固めが主となり打席数は半減。打率.239、1本塁打、7打点の成績だった。
2021年、レギュラーシーズンでは代走や守備固めを中心に自己最多の101試合に出場。打撃面では僅か1安打、打率.059に終わるも、チームのリーグ優勝で迎えたロッテとのCSファイナルステージ第3戦では、9回裏に益田直也からチームの25年ぶりとなる日本シリーズ進出を決める同点二塁打を放った。
2022年、開幕前の3月に新型コロナウイルスに感染し、開幕には間に合わなかったが最終的に72試合に出場し、前年と同じく代走や守備固めでの出場となった。また、2年ぶりに本塁打を記録した。
2023年、シーズン序盤は前年同様、代走・守備固めでの出場となったが、5月初めに左翼手のレギュラーだった杉本裕太郎が軽度のふくらはぎ筋損傷で離脱すると、代わりに小田が先発出場を果たし、5月3日の福岡ソフトバンクホークス戦で3安打記録するなど、打撃で意外性を見せた。シーズン序盤で打席も少なかったが、3割台を残した。シーズン後半に先発出場の機会が減少したが、最終的にシーズン打率.290と活躍、またスーパーサブの役割も果たし、チームに大きく貢献した。またこの年、国内FA権を取得したが行使せず1年契約で残留した。
2024年9月16日、同年限りで現役引退を発表。同月24日、同じく引退するT-岡田、安達了一と共に出場選手登録された。同日の試合では6回二死三塁から同期入団で親交深い西野真弘の代走として出場。守備では右翼と中堅に入り、打撃では8回無死一塁で遊直に倒れた。自身は試合後の引退セレモニーを固辞していたが、同日の本拠地最終戦セレモニーにて、監督・中嶋聡の計らいによって急遽挨拶を行うこととなり、「監督やコーチに恵まれ、チームメイトに恵まれ、ライバルたちにも恵まれ、そして、僕の大好きな西野に出会えて…。本当に幸せなプロ野球人生でした」と感謝し、10年間のプロ野球生活を締めくくった。

### 現役引退後
2024年10月31日、オリックス・バファローズの育成コーチに就任することが発表された。背番号は90。

## 選手としての特徴・人物
俊足・巧打の外野手。社会人時代で50m走のタイムは5秒9、遠投は120mを記録。
端正な顔立ちとして知られ、メディアなどで福山雅治似と称されている。
ヘアバンドを使用しており、代名詞となっている。
オリックスで同僚であった後藤駿太は「このチームで主将をやるなら誰が理想か？」と尋ねられた際、即答で小田の名前を挙げている。後藤は「小田さんには誰も何も言えないし、チームを引っ張っていく力がある」と語っている。

## 詳細情報

### 年度別打撃成績
| 年 度      | 球 団      | 試 合 | 打 席 | 打 数 | 得 点 | 安 打 | 二 塁 打 | 三 塁 打 | 本 塁 打 | 塁 打 | 打 点 | 盗 塁 | 盗 塁 死 | 犠 打 | 犠 飛 | 四 球 | 敬 遠 | 死 球 | 三 振 | 併 殺 打 | 打 率 | 出 塁 率 | 長 打 率 | O P S |
| ---------- | ---------- | ----- | ----- | ----- | ----- | ----- | -------- | -------- | -------- | ----- | ----- | ----- | -------- | ----- | ----- | ----- | ----- | ----- | ----- | -------- | ----- | -------- | -------- | ----- |
| 2015       | オリックス | 31    | 97    | 89    | 14    | 29    | 4        | 1        | 2        | 41    | 6     | 6     | 1        | 3     | 0     | 4     | 0     | 1     | 23    | 1        | .326  | .362     | .461     | .822  |
| 2016       | オリックス | 78    | 58    | 51    | 9     | 7     | 0        | 0        | 0        | 7     | 3     | 4     | 1        | 1     | 1     | 5     | 0     | 0     | 19    | 0        | .137  | .211     | .137     | .348  |
| 2017       | オリックス | 43    | 20    | 17    | 4     | 1     | 0        | 0        | 0        | 1     | 0     | 0     | 0        | 2     | 0     | 1     | 0     | 0     | 7     | 0        | .059  | .111     | .059     | .170  |
| 2018       | オリックス | 90    | 164   | 143   | 25    | 41    | 5        | 1        | 2        | 54    | 15    | 10    | 2        | 3     | 3     | 12    | 0     | 3     | 38    | 4        | .287  | .348     | .378     | .725  |
| 2019       | オリックス | 82    | 203   | 180   | 21    | 37    | 5        | 2        | 3        | 55    | 21    | 9     | 5        | 3     | 2     | 12    | 0     | 6     | 47    | 0        | .206  | .275     | .306     | .581  |
| 2020       | オリックス | 87    | 94    | 88    | 19    | 21    | 3        | 2        | 1        | 31    | 7     | 4     | 2        | 3     | 0     | 2     | 0     | 1     | 23    | 1        | .239  | .264     | .352     | .616  |
| 2021       | オリックス | 101   | 18    | 15    | 18    | 1     | 0        | 0        | 0        | 1     | 0     | 5     | 2        | 1     | 0     | 1     | 0     | 1     | 4     | 0        | .067  | .176     | .067     | .243  |
| 2022       | オリックス | 72    | 26    | 24    | 12    | 5     | 1        | 0        | 1        | 9     | 2     | 8     | 4        | 0     | 0     | 1     | 0     | 1     | 7     | 0        | .208  | .269     | .375     | .644  |
| 2023       | オリックス | 77    | 68    | 62    | 15    | 18    | 5        | 0        | 1        | 26    | 8     | 5     | 2        | 2     | 0     | 2     | 0     | 2     | 15    | 1        | .290  | .333     | .419     | .753  |
| 2024       | オリックス | 20    | 15    | 14    | 3     | 3     | 1        | 1        | 0        | 6     | 0     | 0     | 0        | 0     | 0     | 1     | 0     | 0     | 5     | 1        | .214  | .267     | .429     | .695  |
| 通算：10年 | 通算：10年 | 681   | 763   | 683   | 140   | 163   | 24       | 7        | 10       | 231   | 62    | 51    | 19       | 18    | 6     | 41    | 0     | 15    | 188   | 8        | .239  | .294     | .338     | .632  |

### 年度別守備成績
| 年 度 | 球 団      | 外野手 | 外野手 | 外野手 | 外野手 | 外野手 | 外野手   |
| 年 度 | 球 団      | 試 合  | 刺 殺  | 補 殺  | 失 策  | 併 殺  | 守 備 率 |
| ----- | ---------- | ------ | ------ | ------ | ------ | ------ | -------- |
| 2015  | オリックス | 29     | 56     | 1      | 1      | 0      | .983     |
| 2016  | オリックス | 65     | 40     | 1      | 0      | 0      | 1.000    |
| 2017  | オリックス | 35     | 15     | 1      | 0      | 0      | 1.000    |
| 2018  | オリックス | 83     | 86     | 4      | 1      | 2      | .989     |
| 2019  | オリックス | 74     | 100    | 4      | 1      | 1      | .990     |
| 2020  | オリックス | 73     | 50     | 3      | 1      | 0      | .981     |
| 2021  | オリックス | 88     | 37     | 0      | 0      | 0      | 1.000    |
| 2022  | オリックス | 62     | 22     | 1      | 1      | 0      | .958     |
| 2023  | オリックス | 72     | 44     | 1      | 0      | 0      | 1.000    |
| 2024  | オリックス | 17     | 18     | 0      | 0      | 0      | 1.000    |
| 通算  | 通算       | 628    | 493    | 16     | 5      | 3      | .990     |

### 記録
初記録
- 初出場・初先発出場：2015年8月5日、対千葉ロッテマリーンズ15回戦（QVCマリンフィールド）、「2番・右翼手」で先発出場
- 初打席：同上、1回表にイ・デウンから投手前犠打
- 初安打：同上、3回表にイ・デウンから右前安打
- 初盗塁：2015年8月7日、対埼玉西武ライオンズ16回戦（京セラドーム大阪）、2回裏に二盗（投手：十亀剣、捕手：岡田雅利）
- 初本塁打・初打点：2015年8月12日、対福岡ソフトバンクホークス18回戦（福岡 ヤフオク!ドーム）、3回表に中田賢一から中越ソロ

### 背番号
- 50（2015年[17] - 2024年）
- 90（2025年[49] - ）